# Abbaye de la Virginité
L'abbaye de la Virginité est une ancienne abbaye de femmes vivant selon la règle de saint Benoit., située dans le bois de Fargot, sur la commune des Roches-l'Évêque, dans le département de Loir-et-Cher, en France.

## Histoire
Elle est construite en 1220 par Jean IV de Vendôme dans le bois de Fargot, à quelques kilomètres au nord de Montoire-sur-le-Loir. Elle se trouvait alors dans le diocèse du Mans. La fondation est validée par le chapitre général de Cîteaux en 1251, à la suite d'une procédure entamée en 1247. 
Pillée à la Révolution l'abbaye est abandonnée par la suite et il n'en reste aujourd'hui que quelques ruines sur un terrain privé.

## Filiation et dépendances
L'institution était placée sous la direction de l'abbé de l'Aumône.